# Festiwal Filmowy w Montrealu
Festiwal Filmowy w Montrealu (fr.: Festival des Films du Monde de Montréal lub Festival International du Film de Montréal, ang.: Montreal World Film Festival lub Montreal International Film Festival) – festiwal filmowy odbywający się w Montrealu w Kanadzie od 1977 roku.